# Dostosowanie
Dostosowanie ang. fitness – zasadnicze pojęcie w darwinowskim mechanizmie ewolucji drogą doboru naturalnego („przetrwanie najlepiej dostosowanych”, ang. survival of the fittest). W modelach genetyki populacyjnej parametr ten oznacza się zwykle symbolem {\displaystyle w.} Jest miarą sukcesu ewolucyjnego – wypadkową długości życia i liczby potomstwa (zob. rozmnażanie i rozrodczość, śmiertelność, Krzywa przeżywalności).
Dostosowanie bezwzględne danego genotypu wyraża się stosunkiem liczby osobników o tym genotypie w danym pokoleniu do liczby tych osobników w poprzednim pokoleniu. Wartość > 1 oznacza upowszechnianie się danego genotypu, czyli „selekcję pozytywną”, a wartość < 1 – spadek frekwencji z pokolenia na pokolenie, czyli „selekcję przeciw danemu genotypowi”.
Dostosowanie względne określa stosunek przeciętnej przeżywalności potomstwa osobników o danym genotypie do przeżywalności średniej dla całej populacji (wartości > 1 i < 1 wskazują na sukces reprodukcyjny większy lub mniejszy od średniego dla populacji). Pomiary tego parametru – powiązanego z pierwszym – są w praktyce łatwiejsze.
Osobnik może zwiększyć swoje dostosowanie, czyli liczbę swoich alleli w kolejnych pokoleniach, jeżeli sam wydajniej się rozmnoży lub dłużej przeżyje, ale także dzięki temu, że wspomoże przeżycie i rozród krewnych, nosicieli tych samych alleli – jest to wyjaśnienie altruizmu wśród zwierząt.
Po raz pierwszy nowoczesne matematyczne ujęcie doboru naturalnego, połączone z ilościowym zdefiniowaniem dostosowania, wprowadził w 1924 roku John B.S. Haldane (w 1933 roku ukazała się dziesiąta część artykułu zatytułowanego „Mathematical Contributions to the Theory of Natural Selection”). Chociaż więc historycznie termin ten sięga do hasła o „przeżyciu najlepiej dostosowanych” (survival of the fittest), zapożyczonego przez Darwina od socjologa Herberta Spencera, nie oznacza – wbrew zwulgaryzowanemu rozumieniu – brutalnego „zwycięstwa silniejszego”. Może wyjaśniać również ewolucję kooperacji, jeśli pozwala ona skuteczniej przekazywać geny niż agresja, co wykazał po raz pierwszy William Donald Hamilton w 1964 roku w swym modelu doboru krewniaczego (zob. też poglądy Piotra Kropotkina).